# آواز پرنده زرد
آواز پرنده زرد (کره‌ای: 황조가; هانجا: 黃鳥歌، هوانگجوگا) قدیمی‌ترین شعر شناخته‌شده کره‌ای است و توسط یوری از گوگوریو در سال ۱۷ پیش از میلاد سروده شده است. این شعر در سوگ از دست دادن همسرش، سروده شده است. در حالی که یوری از گوگوریو برای شکار رفته بود، همسر دومش، چی‌هویی، که از چینی‌های هان بود، توسط همسر اولش، هواهویی، مورد سرزنش قرار گرفت و همسر دومش به چی‌هویی گفت: «چطور می‌توانی اینقدر بی‌ادب باشی، در حالی که فقط یک صیغه هستی؟»  چی‌هویی به شدت دلخور شد و فوراً خانه را ترک کرد و دیگر هرگز برنگشت. یوری از گوگوریو که به شدت دلتنگ او بود، این شعر را نوشت.
ترجمه‌ای از کتاب «آواز پرنده زرد» به زبان هانجا در کتاب تاریخ سلسله گوریو، سامگوک ساگی، ثبت شده است.

## داستان
در سومین سال سلطنت پادشاه یوریمیونگ ( ۱۷ پیش از میلاد)، در هفتمین ماه پاییز، او کاخی جداگانه در گلچئون ساخت. هنگامی که ملکه سونگ در دهمین ماه زمستان درگذشت، پادشاه با دو زن دیگر ازدواج کرد تا صیغه‌های او شوند. یکی از آنها هواهی، دختر مردی از گلچئون و دیگری چی‌هی، دختر مردی از هان بود . این دو زن برای اینکه مورد محبت شوهرانشان قرار گیرند با یکدیگر می‌جنگیدند و با هم هماهنگ نبودند، بنابراین پادشاه دو کاخ در یانگ‌گوک، در شرق و غرب، برای زندگی آنها ساخت. پس از آن، پادشاه برای شکار به کوه گیسان رفت و هفت روز برنگشت و دو زن با یکدیگر جنگیدند. هواهی، چی‌هی را سرزنش کرد و گفت: «چطور می‌توانی به عنوان یک صیغه از خانواده هان اینقدر بی‌ادب باشی؟» چی‌هی شرمنده شد و فرار کرد. وقتی پادشاه این را شنید، اسب خود را شلاق زد و او را تعقیب کرد، اما چی‌هی عصبانی شد و از خانه والدینش برنگشت. سپس پادشاه زیر درختی استراحت کرد و زاغی‌ها را دید که پرواز می‌کردند و جمع می‌شدند، و چنان تحت تأثیر قرار گرفت که آوازی خواند.
_(سامگوک ساگی جلد ۱ از پادشاه یوریمیونگ)